# Johann Anton Rudolph Janssen
Johann Anton Rudolph Janssen (* 4. Juni 1767 in Hamburg; † 7. August 1849 ebenda), häufig auch fälschlicherweise als Joachim Anton Rudolph Janssen bezeichnet, war ein deutscher evangelisch-lutherischer Geistlicher, Philosoph und Schriftsteller.

## Leben und Wirken

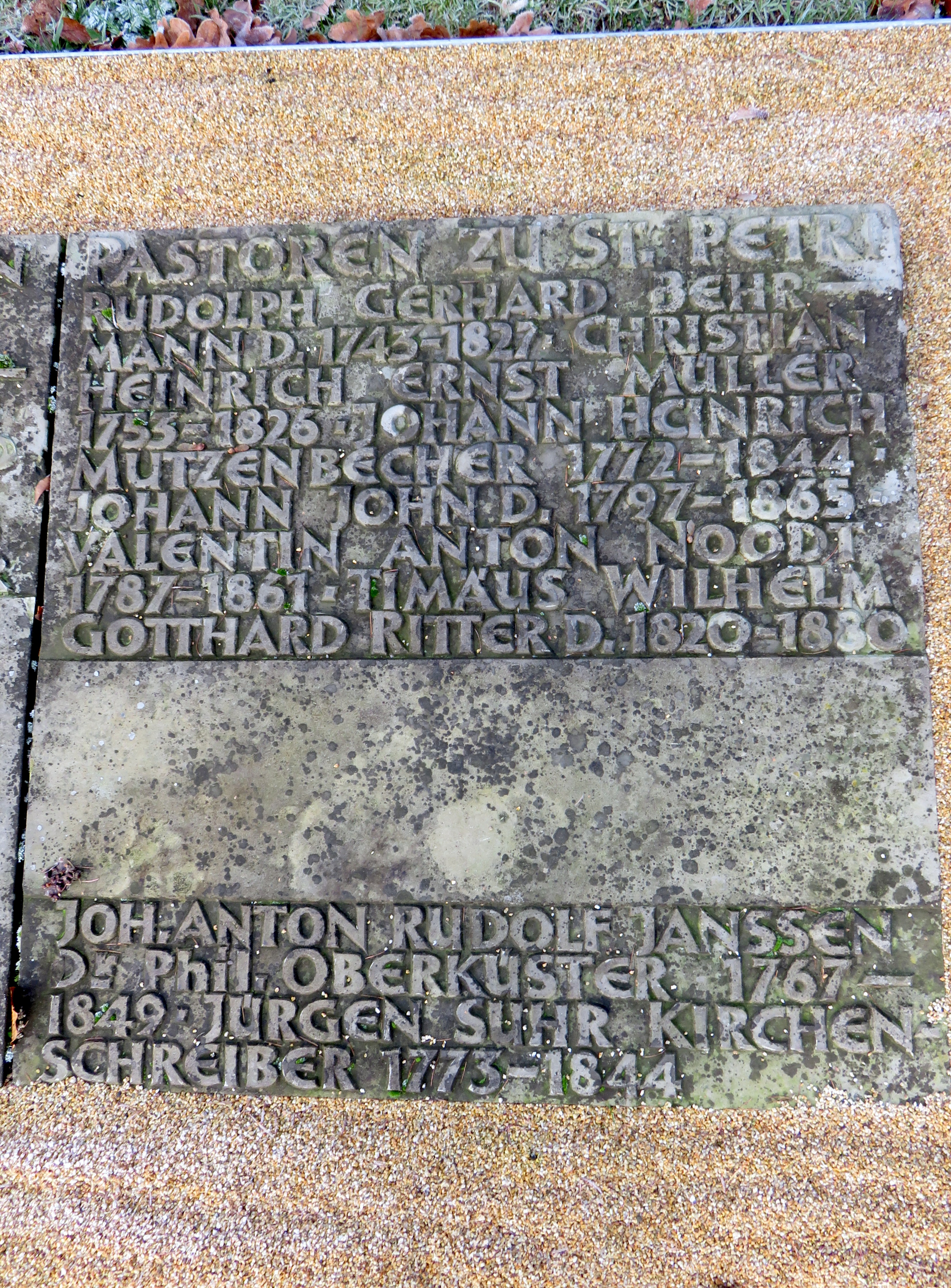
„Johann Anton Rudolph Janssen Dr. Phil Oberküster“, Doppelsammelgrabplatte Hauptpastoren zu St. Petri / Pastoren zu St. Petri, Friedhof Ohlsdorf

Janssen besuchte die Gelehrtenschule des Johanneums und ab 1788 das Akademische Gymnasium in Hamburg. Ab 1790 studierte er Theologie und Philosophie an der Universität Göttingen.
Von 1793 bis 1803 war Janssen Hauslehrer im Haus des Hamburger Senators Nicolaus Bernhard Eybe (1749–1821). Am 7. November 1794 wurde er unter die Kandidaten des Hamburger Ministeriums aufgenommen. 1803 wurde Janssen Registrator an der Hamburger Stadtbibliothek und verfasste einen neuen Nominalkatalog. Am 31. März 1806 wurde er Katechet an der Sankt Jacobi-Kirchenschule. Am 28. Juni 1809 wurde Janssen von der Universität Göttingen zum Doktor der Philosophie ernannt. Von 1808 bis zur Zerstörung während der Hamburger Franzosenzeit war er Nachmittagsprediger in der Sankt Pauli-Kirche am Hamburger Berg und von 1814 bis 1816 an der Heiligen Dreieinigkeitskirche in St. Georg. 1816 wurde er zum Oberküster an die Hauptkirche Sankt Petri gewählt.
Janssen war als Schriftsteller tätig und besaß eine reiche Bibliothek an deutscher Poesie. Diese ging jedoch bei dem Großen Brand 1842 in Flammen auf.
An Johann Anton Rudolph Janssen wird auf der Doppelsammelgrabplatte Hauptpastoren zu St. Petri / Pastoren zu St. Petri des Althamburgischen Gedächtnisfriedhofs, Friedhof Ohlsdorf, erinnert.

## Familie
Am 9. Dezember 1809 heiratete er Margaretha Karolina Krantz, Tochter des Oberstleutnants im Hamburger Bürgermilitär Johann Ludwig Krantz, und hatte mit ihr sieben Kinder.

## Werke (Auswahl)
- Seiner theuren Schwester Magdalena Sophia Janssen und ihrem Geliebten Johann Heinrich Kern an Ihrem Bundes-Tage gewidmet. Schniebes, Hamburg 8. Juli 1794 (Hochzeitsgedicht).
- Der Zauber der Liebe. Seinem alten und geschätzten Freunde Theodor Hasche, d. R. D., am feierlichen Verbindungs-Tage mit der Demoiselle Ilsabé Dorothea Petzold als Denkmal der Achtung geweiht. Friedrich Hermann Nestler, Hamburg 28. Februar 1798 (Hochzeitsgedicht).
- Hindernisse, welche einer gewünschten Schul-Verbesserung für Hamburg, vorzüglich entgegen wirken dürften, nebst Bedingungen, unter denen die erfreuliche Hoffnung einer nützlichern und dem Zeitalter gemäßern Schuleinrichtung in dieser Stadt in Erfüllung gehen könnte. Hamburg 1800, OCLC 248953731 (Digitalisat auf den Seiten der Staats- und Universitätsbibliothek Hamburg [abgerufen am 19. Februar 2015]).
  - Rezension in: Allgemeine Literatur-Zeitung. Band 3, Nr. 250. Jena 3. September 1802, OCLC 644369164, S. 522–523 (Digitalisat auf den Seiten der Thüringer Universitäts- und Landesbibliothek [abgerufen am 19. Februar 2015]).
- Predigt über Psalm 143, Vers 5 am vorletzten December des Jahres 1799 gehalten. Benjamin Gottlob Hoffmann, Hamburg 1801.
- Versuch einer Beantwortung zweyer für unser Zeitalter höchst wigtiger Fragen: 1) Was vernichtet die meisten zur Aufklärung und Verbess'rung der Menschen gemachten Einrichtungen? 2) Wodurch werden jene Einrichtungen vor Verfall bewahrt und was gibt ihnen einen glücklichen Erfolg? Hamburg 1802, OCLC 68291860 (Digitalisat auf den Seiten der Staats- und Universitätsbibliothek Hamburg [abgerufen am 19. Februar 2015]).
- Fragmente die neue Einrichtung des Johanneums in Hamburg und den dafür entworfnen und bekannt gemachten Schul- und Lections-Plan betreffend. Johann Friedrich Hammerich, Altona 1803, OCLC 248387942.
- Möglichst genaues Verzeichniß aller einst in Hamburg, zum Besten unbemittelter Studirenden gestifteten Stipendien, gesammelt und alphabetisch geordnet von J. In: Hamburg und Altona. Eine Zeitschrift zur Geschichte der Zeit, der Sitten und des Geschmaks. Zweiter Jahrgang, dritter Band. Friedrich Hermann Nestler, Hamburg 1803, S. 285–297 (Digitalisat auf den Seiten der Bayerischen Staatsbibliothek [abgerufen am 19. Februar 2015]).
- Neue deutsche Sprachlehre zum Gebrauch in Schulen. Mit einer Vorrede von Bernhard Klefeker, Pastor der St. Jakobs Hauptkirche. Appel u. Hermann, Hamburg 1808, OCLC 30789630.
- Wahl- und Antrittspredigt, am 8ten und 17ten Sonntage nach Trinitatis in der Kirche zu St. Pauli auf dem Hamburgerberge gehalten. Appel u. Hermann, Hamburg 1809.
- Seiner Wohlehrwürden dem Herrn Pastor Johann Georg Heidritter auf dem Hamburgerberge bey der frohen Erlebung seiner 50-jährigen Amts-Jubel-Feyer. Hamburg 1813, OCLC 248477788.
- Predigt, am 5ten Juni 1814, als dem angeordneten Dankfeste wegen Hamburgs Erlösung von den Franken, über Jes. 12, 4 u. 5 in der heil. Dreieinigkeitskirche zu St. Georg gehalten. Friedrich Wilhelm Christian Menck, Hamburg 1814.
- Johann Anton Rudolph Janssen (Hrsg.): Ausführliche Nachrichten über die sämmtlichen evangelisch-protestantischen Kirchen und Geistlichen der freyen und Hansestadt Hamburg und ihres Gebiethes, sowie über deren Johanneum, Gymnasium, Bibliothek, und die dabey angestellten Männer. Hamburg 1826, OCLC 311617453 (Digitalisat auf den Seiten der Bayerischen Staatsbibliothek [abgerufen am 19. Februar 2015]).